# Katarza (album)
Katarza je treći studijski album zagrebačkog rock sastava Adastra. Album je 2015. godine objavila diskografska kuća Croatia Records.

## Popis pjesama
1. "Samo s tobom" (4:59)
2. "Kad smo zajedno" (3:32)
3. "Ako vidiš Anu" (3:25)
4. "Samo igra" (3:00)
5. "Pepeo" (3:25)
6. "Gorim u sebi" (3:58)
7. "Nepozvani gost" (4:37)
8. "Ja ne postojim" (3:39)
9. "Nije svejedno" (3:34)
10. "Čuo sam da pričaju" (3:46)
11. "Amor De Verano (Bonus)" (3:18)

## Vanjske poveznice
- Discogs.com – Adastra: Katarza